# Number 1 (canção)
"Number 1" é uma canção do cantor britânico Tinchy Stryder, gravado para o seu segundo álbum de estúdio Catch 22. A 2 de Janeiro de 2011 foram publicadas as descargas digitais no sítio da BBC Radio 1, segundo os dados compilados pela The Official Charts Company, e a obra surgiu em trigésimo quarto lugar.